# Итуверава (микрорегион)

Итуверава на карте.

Итуверава (порт. Microrregião de Ituverava) — микрорегион в Бразилии, входит в штат Сан-Паулу. Составная часть мезорегиона Рибейран-Прету. 
Население составляет 	95 710	 человек (на 2010 год). Площадь — 	2 004,390	 км². Плотность населения — 	47,75	 чел./км².

## Демография
Согласно сведениям, собранным в ходе переписи 2010 г. Национальным институтом географии и статистики (IBGE), население микрорегиона составляет:						
| Полное население                             | Полное население                             | Полное население                             | Полное население                             | 95 710 |
| -------------------------------------------- | -------------------------------------------- | -------------------------------------------- | -------------------------------------------- | ------ |
| в том числе:                                 | Городское население                          | 90 137                                       | Процент городского населения, %              | 94,18  |
|                                              | Сельское население                           | 5 573                                        | Процент сельского населения, %               | 5,82   |
|                                              | Мужское население                            | 47 262                                       | Процент мужского населения, %                | 49,38  |
|                                              | Женское население                            | 48 448                                       | Процент женского населения, %                | 50,62  |
| Плотность населения, чел/км²                 | Плотность населения, чел/км²                 | Плотность населения, чел/км²                 | Плотность населения, чел/км²                 | 47,75  |
| Население микрорегиона в % к населению штата | Население микрорегиона в % к населению штата | Население микрорегиона в % к населению штата | Население микрорегиона в % к населению штата | 0,23   |

## Статистика
- Валовой внутренний продукт на 2003 составляет 896 368 714,00 реалов (данные: Бразильский институт географии и статистики).
- Валовой внутренний продукт на душу населения на 2003 составляет 9553,87 реалов (данные: Бразильский институт географии и статистики).
- Индекс развития человеческого потенциала на 2000 составляет 0,783 (данные: Программа развития ООН).

## Состав микрорегиона
В составе микрорегиона включены следующие муниципалитеты:
1. Арамина
2. Буритизал
3. Гуара
4. Игарапава
5. Итуверава